# HMS Ulvön (M77)
HMS Ulvön (M77) är ett svenskt minröjningsfartyg och det senast byggda fartyget i Landsort-klassen. Beteckning är M77. HMS Ulvön skiljer sig inte nämnvärt från de andra i klassen, men används regelbundet som testplattform för nya lösningar. Fartyget har genomgått en halvtidsmodifiering av Kockums i Karlskrona för att efter det kallas minröjningsfartyg av Koster-klass.
Under vapenövningar den 10 maj 2015 befann sig fartyget utanför Ronneby I Blekinge när ett funktionsfel inträffade på fartygets pjäs (en 40 mm automatkanon Mk2), varvid pjäsen svängde runt och avfyrade fyra granater i en riktning som inte var den avsedda. 
Lyckligtvis var det bara fråga om övningsgranater utan sprängämne, men Marinen undersökte möjliga nedslagsplatser för att försäkra sig om att inte någon skada var skedd. Myndigheten kommer även att undersöka orsaken till funktionsfelet.